# Автомагістраль A13 (Нідерланди)
Автомагістраль A13 — автомагістраль у Нідерландах, що з'єднує міста Гаагу та Роттердам. Аеропорт Роттердам Гаага розташований поруч із автомагістраллю A13.

## Опис маршруту
17 кілометрова, дуже перевантажена автомагістраль є основним сполученням між цими двома містами. Це двопроїзна дорога з трьома смугами в кожному напрямку. Між перехрестями Berkel і Delft-Zuid керована автомагістраль є ефективною, коли виникає певна інтенсивність, узбіччя відкривається для руху на північ. Максимальна швидкість на дорозі 100 км/год.
Європейський маршрут E19, маршрут між Амстердамом і Парижем, проходить повною автострадою A13 між розв'язками Ypenburg і Kleinpolderplein.

## Майбутнє
Щоб звільнити південну частину автомагістралі A13 від руху, існує план великої об’їзної дороги для міста Роттердам, яка з’єднує A13 безпосередньо з автострадою A16. A16 буде продовжено від поточної кінцевої станції на розв’язці Terbregseplein до нової розв’язки з A13 між виїздами Berkel en Rodenrijs і Delft-Zuid. Частину A13, що залишилася, між цією розв’язкою та розв’язкою Іпенбург, тоді доведеться розширити.